# Cariboo Regional District
Der Cariboo Regional District ist ein Bezirk in der kanadischen Provinz British Columbia. Er ist 80.609,75 km² groß und zählt 61.988 Einwohner (2016). Beim Zensus 2011 zählte der Bezirk 62.392 Einwohner. Hauptort ist Williams Lake.
Weltbekannt wurde die Region ab 1861 durch den Cariboo-Goldrausch. Die touristisch wichtigste Ortschaft des Bezirks ist die Geisterstadt Barkerville, welche der Hauptort des Cariboo-Goldrausches war.
Heute ist ein großer Teil des Bezirks durch die verschiedenen Provincial Parks, wie dem Bowron Lake Provincial Park oder dem Ts’ilʔos Provincial Park, geschützt.

## Administrative Gliederung

### Städte und Gemeinden
| Ort            | Status                | Bevölkerung |
| Quesnel        | City                  | 9.879       |
| Wells          | District municipality | 217         |
| Williams Lake  | City                  | 10.753      |
| 100 Mile House | District municipality | 1.980       |

### Gemeindefreie Gebiete
| - Cariboo A - Cariboo B - Cariboo C - Cariboo D - Cariboo E - Cariboo F | - Cariboo G - Cariboo H - Cariboo I - Cariboo J - Cariboo K - Cariboo L |